# Ханбалійський мазгаб
Ханбалійський мазгаб, Ханбаліти (араб. حنبلى) — одна з чотирьох правових шкіл у сучасному ортодоксальному сунітському ісламі, названа за іменем засновника Ахмада ібн Ханбала. На відміну від інших сунітських мазгабів ханбалізм виник як релігійно-політичний рух і вже пізніше оформився у догматично-правову школу. Особливістю ханбалітів є те, що вони не визнають «закриття» іджтихаду. Догматично-правова школа ханбалізму є офіційною у Саудівській Аравії

## Історія виникнення та розвитку
Ханбалізм з’явився у період гострої соціально-політичної кризи в ІХ ст. (дискусія щодо того, чи був Коран створеним (т. зв. міхна)). Ханбалізм у своїй теорії та практиці висловлював погляди найконсервативніших прихильників традиціоналізму, став своєрідною реакцією на зміни в соціально-політичному і релігійному житті суспільства. Засновники ханбалізму вважали тогочасну епоху періодом глибокого розколу мусульманської спільноти, головною причиною кризи вони бачили поширення спекулятивної теології (калам), її раціональних методів у догматиці й праві. Ідеологи ханбалізму висунули ідею очищення ісламу шляхом звернення до сунни пророка як до авторитетного джерела віровчення. Авторитет хадисів ханбаліти піднесли майже до рівня тексту Корану, стверджуючи, що їх потрібно сприймати на віру. Важливим засобом піднесення авторитету сунни стало оголошення її головним критерієм визначення істинності віри мусульманина.
 
Ханбаліти одними з перших взялися до систематизації традиційного віровчення. Вже на ранньому етапі (ІХ—Х ст.) була створена ціла низка різних за жанром праць (збірники хадисів, збірники думок ханбалійських авторитетів, спеціальні богословські твори), у яких були викладені загальні та окремі положення ортодоксальної інтерпретації основ віри і права, історія мусульманської спільноти, розглядались основні питання соціально-політичної організації суспільства.

Для ханбалійського мазгабу властиві простота і доступність догматичних уявлень, їх неелітний характер на відміну, наприклад, від мутазилітських догм, орієнтованих на освічену частину суспільства. Ханбаліти виступали як проти буквального, так і проти алегоричного трактування Корану і хадисів, заперечували можливість будь-якого раціонального трактування релігійних догм.
 
Важливим аспектом ханбалійської ідеології стало заперечення будь-яких нововведень в області віровчення і права, що не ґрунтуються безпосередньо на Корані і хадисах. Нетерпимі до нововведень, ханбаліти, одначе, рішуче виступали проти будь-яких крайніх проявів як у області віри, так і в області організації життя релігійної спільноти. Ханбаліти засуджували участь у заворушеннях (фітна), вони вимагали покори законному правителю, не залежно від того, справедливий він, чи ні. Ханбаліти закликали добувати засоби до існування будь-якими дозволеними способами, протиставляючи принцип набуття мирських благ суфійському «упованню на Аллаха».

Вже у першій чверті Х ст. ханбаліти відмовились від ідеї об’єднання всієї уммамусульманської спільноти. Тоді ж у ханбалійській літературі утверджується уявлення про елітність «прихильників сунни», і, відповідно, самих ханбалітів, як головних хранителів концепції сунни. Ханбалійські автори зосередили увагу на створенні власної системи етично-правових приписів, дотримання яких забезпечило б, за їх задумом, збереження чистоти віровчення і гарантувало б правильну організацію життя мусульманської спільноти.

Хоча ханбалійський мазгаб сформувався до початку ХІ ст., узагальнюючі праці з ханбалійського права з’явилися значно пізніше. Одна з них, «Кітаб аль-умда фі ахкам аль-фікх» належить Муваффаку ад-діну ібн Кудамі (1146—1223), друга, «Ас-Саяса аш-шарія» написана у ХІІІ ст. Ібн Таймією

## Основні джерела Ханбалійського мазгабу
- Насси — прямі й однозначні вказівки Одкровення (Корану і сунни). У тих випадках, коли є насси, не можна посилатися на інші джерела
- Фетви сподвижників пророка — правові приписи сподвижників пророка Мухаммеда
- Думки сподвижників пророка — якщо між сподвижниками існували різні думки з приводу проблем, то згідно з Ахмадом ібн Ханбалом, необхідно посилатися на ті з них, які найближчі до прямих вказівок Корану і сунни
- Хадиси-мурсал і хадиси-заіф — Ахмад ібн Ханбал у своєму правовому методі вважав, що можна спиратись на дані хадисів, якщо навіть відомі не всі особи, які їх передавали (хадиси-мурсал). Він також вважав за можливе посилатися на слабкі хадиси (заіф), якщо немає ніяких доказів того, що вони є фальшивими
- Кияс — у випадку коли проблему не вдається вирішити за допомогою перших чотирьох джерел, то допускається її вирішення методом аналогії з уже вирішеною, на основі доказів Одкровення
- Іджма — єдиний висновок різних поколінь правознавців з приводу якоїсь проблеми. Ахмад ібн Ханбал визнавав два типи іджми:
  - Головна іджма — єдина думка (іджма) сподвижників пророка з приводу проблеми, що розглядається. Ця думка є безумовним доказом, бо спирається на Коран і сунну
  - Другорядна іджма — якщо суть проблеми зрозуміла всім і немає іншої думки з якогось питання, то це приймається як доказ, але лише після достовірного хадису і до киясу
- Істисхаб — правова дія будь-якої фетви зберігається доти, доки не буде нового доказу, що замінить попередній

## Поширення Ханбалійського мазгабу

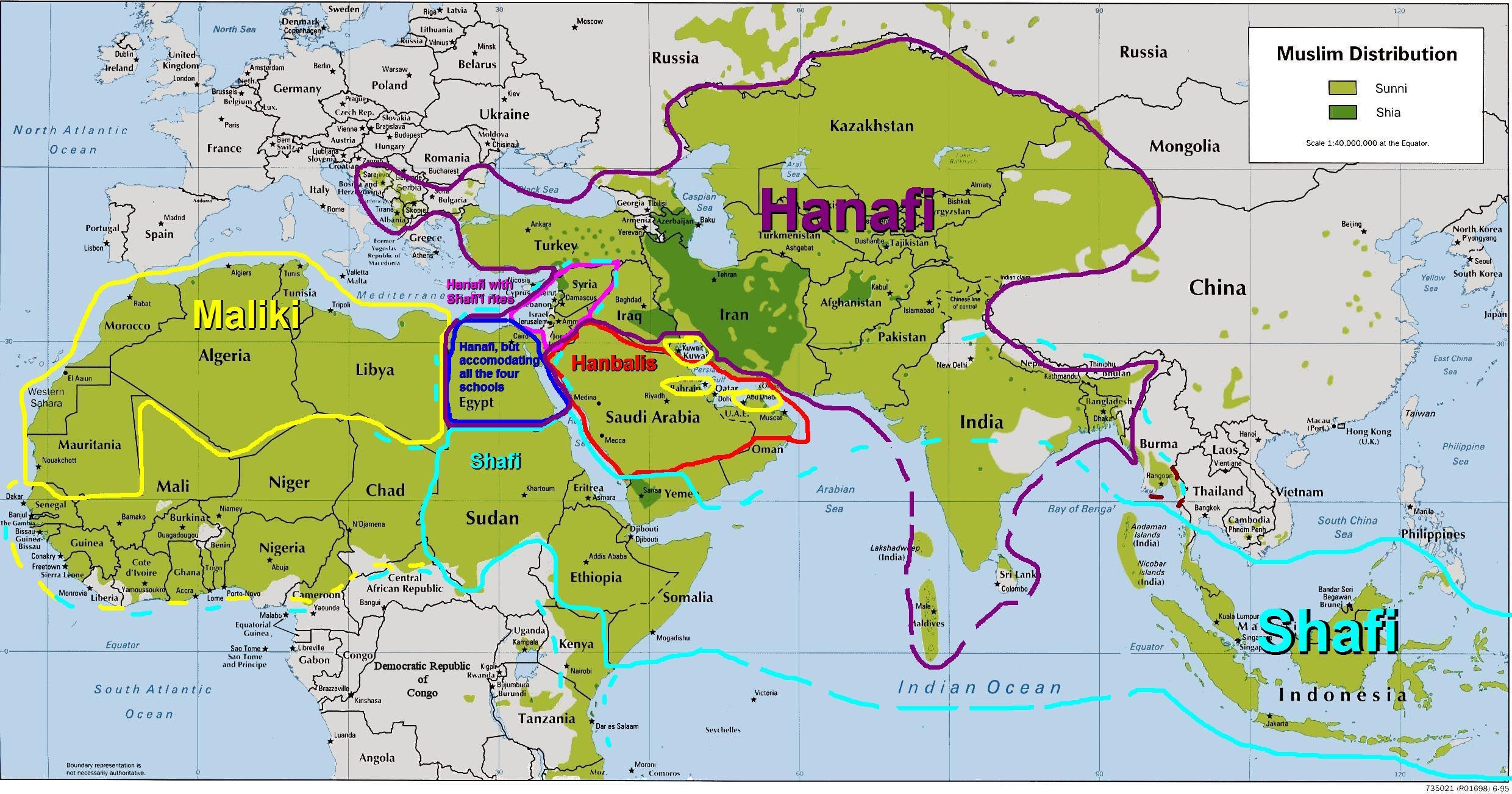
Поширення сунітських мазгабів у сучасному світі

Ідеї ханбалізму знайшли широку підтримку середніх і нижчих прошарків міського населення Іраку, Хорасану, Сирії, Хіджазу, суттєво вплинули на андалузьку ортодоксальну школу. Впродовж всього середньовіччя ханбаліти, що взяли на себе роль носіїв сунітського «правовір’я», не однократно очолювали масові міські рухи.

У новий час ханбалійські ідеї «оновлення» ісламу шляхом повернення до сунни пророка, боротьби з нововведеннями були відроджені ваххабітами, представниками ісламської реформації. Сьогодні ханбалійська ідеологія широко використовується «Братами-мусульманами». Догматично-правова школа ханбалізму є офіційною у Саудівській Аравії и Катаре.